# Rue de l'Église (Paris)
Pour les articles homonymes, voir Rue de l'Église.
La rue de l’Église est une voie du 15e arrondissement de Paris, en France.

## Situation et accès
La rue de l'Église relie l'avenue Félix-Faure à la rue Saint-Charles. Elle longe le square Violet au sud de celui-ci, avant que de croiser la rue de Lourmel.

## Origine du nom
Elle porte ce nom car elle conduisait à l’église Saint-Jean-Baptiste de Grenelle.

## Historique
Cette rue est une ancienne voie de la commune de Grenelle, ouverte pendant la construction de l’église Saint-Jean-Baptiste de Grenelle en 1828 et entièrement rattachée à la voirie de Paris par un décret du 23 mai 1863.
Une partie de la rue de l’Église a été supprimée lors de l'ouverture de l'avenue Félix-Faure en 1896. Une autre fait partie de la place Étienne-Pernet.

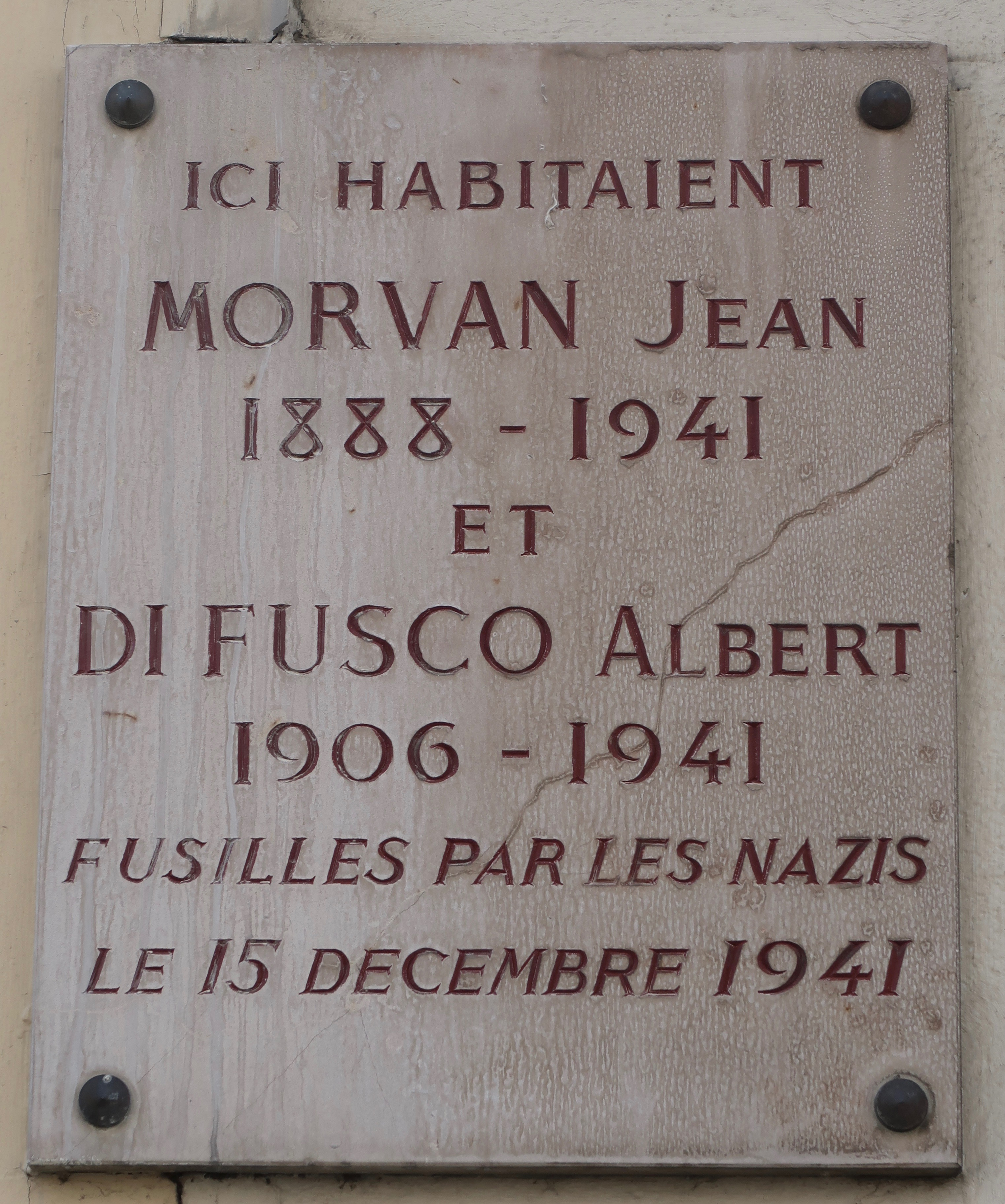
Plaque au no 26 en hommage à Jean Morvan et Albert di Fusco, fusillés par les nazis en 1941.

## Bâtiments remarquables et lieux de mémoire
Le no 56 est occupé depuis 1972 par l'école d'Assas, auparavant abritée, depuis 1938, dans l'immeuble du no 28 de la rue d'Assas.
Au no 9 se trouve le siège du parti République souveraine.